# День архітектури України
День архітектури України — свято, що відзначається на території України 1 липня.
Серед творців української архітектури Іван Григорович-Барський (XVIII ст.) — майстер українського бароко, Владислав Городецький (кінець XIX — початок XX ст.), Опанас Сластіон, Павло Альошин, Йосип Каракіс, Зоя Бродська — одна з провідних архітекторок ХХ століття, яка брала участь у створенні інтер’єрів станцій Київського метрополітену.

## Історія свята
Свято встановлено в Україні «…на підтримку ініціативи архітекторів та містобудівників, їх творчих спілок, працівників проектних організацій і місцевих органів містобудування та архітектури…» згідно з Указом Президента України «Про День архітектури України» від 17 червня 1995 року № 456/95.

## Цікаві факти
В Україні налічується близько 14 тисяч пам’яток архітектури, 46 великих історичних культурних заповідників і більше 1000 об’єктів паркового мистецтва. 
Найбільшу кількість пам’ятників архітектури можна знайти у Львові. Зокрема, в місті збережено близько двох з половиною тисяч пам’яток історії та архітектури. У 1998 році місто було внесено до світової спадщини ЮНЕСКО.